# Локальмачилькы
Локальмачилькы (устар. Локай-Мачий-Кы) — река в России, протекает по территории Ямало-Ненецкого автономного округа. Устье реки находится в 8 км по правому берегу реки Вэркы-Контылькы. Длина реки составляет 35 км.

## Данные водного реестра
По данным государственного водного реестра России относится к Нижнеобскому бассейновому округу, водохозяйственный участок реки — Таз. Речной бассейн реки — Таз.
Код объекта в государственном водном реестре — 15050000112115300063907.